# Верхуслава-Людмила
Верхуслава-Людмила Великопольская (пол. Wierzchoslawa Ludmiła Mieszkówna; до 1153 — около 1223) — принцесса из рода Пястов, дочь князя-принцепса Польши Мешко III Старого, жена герцога Лотарингского Ферри I.

## Биография
Верхуслава-Людмила была второй дочерью и четвёртым ребёнком Мешко III Старого, князя великопольского, а с 1173 года – князя-принцепса Польши, и его первой жены Елизаветы, дочери венгерского короля Белы II. Вероятно, она была названа в честь Верхуславы Всеволодовны, жены Болеслава IV Кудрявого, старшего брата Мешко III и правящего князя-принцепса Польши.
Верхуслава-Людмила стала связующим звеном между представителями французского и польского искусства. По одной из теорий о происхождении знаменитых Гнезненских врат, именно благодаря её усилиям около 1180 года они попали ко двору её отца.
После многолетних споров между мужем Верхуславы Ферри и его братом, герцогом Симоном II Лотарингским, в 1205 году Симон II окончательно отрекся от престола и ушёл в монастырь. После этого Ферри и Верхуслава-Людмила стали герцогом и герцогиней Лотарингскими. Правление Ферри I было недолгим: он умер год спустя. Верхуслава-Людмила  после смерти мужа вернулась в Польшу и оставалась там до своей смерти, случившейся около 1223 года.

## Брак и дети
Около 1160 года Верхуслава-Людмила вышла замуж за Фридриха (Ферри), сеньора Бича, второго сына герцога Лотарингии Матьё I. Этот брак был организован дядей Фридриха по материнской линии, императором Священной Римской Империи Фридрихом I Барбаросса во время его пребывания в Польше. Дети от этого брака:
- Ферри II (ок. 1162—1213), герцог Лотарингии
- Матье (1170—1217), епископ Туля
- Филипп (ум. 1243), сеньор де Жербевийе, Дамелевиэр и Бленвиль
- Терри Дьявол (1175 — после 1225), сеньор д'Отиньи, родоначальник линии сеньоров д'Отиньи
- Генрих Ломбардец, сеньор де Байон,
- Агата (ум. 1242), аббатиса Ремирмона с 1232
- Юдит (ум. до 1224); муж: с до 1189 Генрих II (ум. 1225), граф фон Зальм
- Гедвига (ум. после 1228); муж: Генрих I (ум. 1228), граф фон Цвайбрюкен
- Кунигунда; муж: Вальрам III (ум. 1226), герцог Лимбурга
- дочь  (ум. после 1198), аббатиса Этанша в 1198